# Kuttolsheim
Kuttolsheim é uma comuna francesa na região administrativa de Grande Leste, no departamento Baixo Reno. Estende-se por uma área de 4,57 km². Em 2010 a comuna tinha 639 habitantes (densidade: 139,8 hab./km²).